# Triodos Bank
Триодос Банк (нидерл. Triodos Bank) — группа европейских этических банков.
«Триодос Банк» является одним из пионеров современного этического банкинга и одним из крупнейших игроков на этом рынке в Европе.
Название «Триодос Банка» происходит от греческих слов τρὶ ὁδος (три ходос), что означает концентрацию на триединой тактике — люди, планета, прибыль.
В своей деятельности банк является сторонником антропософии, что в 1999 году нашло отражение в уставных документах.

## Организация
Первоначально Triodos Bank N.V. образован в Нидерландах в 1980 году.
Постепенно его деятельность распространилась на Бельгию, Германию, Великобританию и Испанию.
Штаб-квартира «Триодос Банка» расположена в Зейсте (Нидерланды).
Руководителем (CEO) «Триодос Банка» является Питер Блом.
Triodos является одним из членов Global Impact Investing Network.

## Деятельность

### Общая характеристика
«Триодос Банк» является образцовым показателем этического банкинга и обладает одним из самых больших списков этических, экологических и социальных принципов обуславливающих его деятельность.
На начало 2015 года он лидировал в рейтинге этических банков Move Your Money с показателем 92 из 100, разделив первое место с Charity Bank.
«Триодос Банк» предоставляет средства только организациям, которые стремятся к получению социального и/или экологического эффекта от их деятельности (позитивный скрининг).
При этом банк исключает организации, которые, по его оценкам, вредят социуму или экологии (отрицательный скрининг).
Triodos Bank ограничивает свою деятельность классическими банковскими операциями («прямолинейной моделью») — расчётами, приёмом вкладов и выдачей кредитов, стараясь избегать других видов деятельности, например, активную работу с ценными бумагами и деривативами.
Среди вкладчиков и получателей кредита банка благотворительные и экологические организации, физические и юридические лица являющиеся сторонниками или работающими в области органического фермерского хозяйства, справедливой торговли, культуры и искусства, проектов возобновляемых источников энергии и организаций социального предпринимательства.
Банк стремится оказывать услуги онлайн, однако в некоторых странах, например, Испании, из-за предпочтений вкладчиков было открыто несколько офисов в крупных городах.

### Triodos Social Enterprise Fund
Вдохновлённый растущим трендом обсуждения социального предпринимательства «Тридос Банк» открыл в 2007 году специализированный фонд для прямых инвестиций в эту отрасль — Triodos Social Enterprise Fund, однако к сентябрю 2010 года фонд был закрыт.
По словам менеджмента, определение социального предпринимательства крайне размыто и представляет собой неоднородную среду, которую сложно комплексно анализировать с инвестиционной точки зрения.
За 18 месяцев активного поиска удалось отобрать только один проект для оправданных инвестиций, остальные были сомнительны с точки зрения бизнес-подхода, эффективности, рисков и управленческого потенциала его руководителей.
Тем не менее «Триодос Банк» заявил о продолжении поддержки социального предпринимательства через все другие имеющиеся у него ресурсы и каналы, а также в решимости продолжать лидировать в этом секторе на занимаемых рынках.

## Показатели деятельности
В 2009 году, после опустошительного финансового кризиса, Triodos Bank был назван Financial Times «самым устойчивым банком года».
На конец 2012 года активы «Триодос Банка» составляли 5,3 млрд евро и у него было 437 000 клиентов.